# Footlights

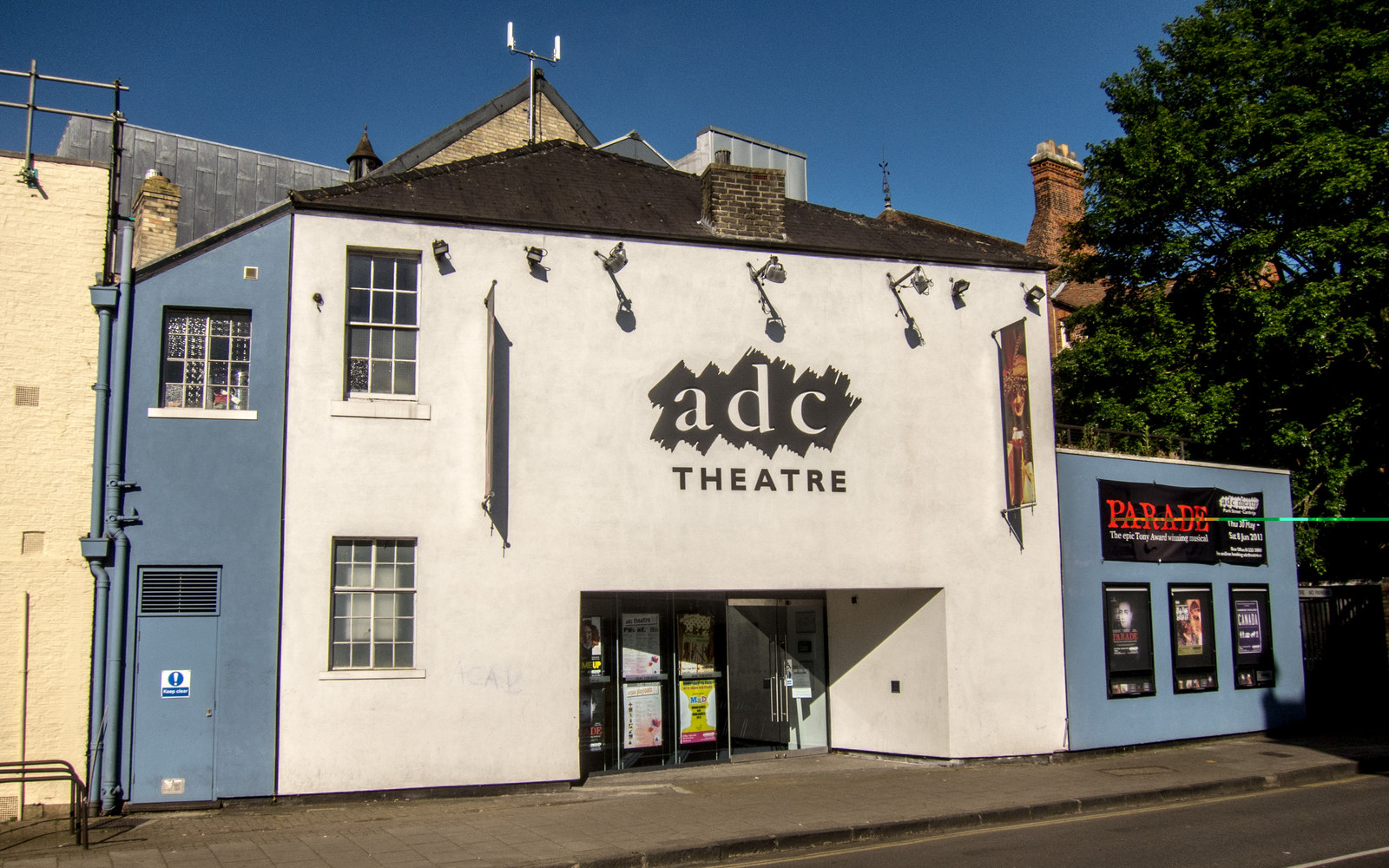
Het ADC Theatre, de thuisbasis van de Footlights

Cambridge University Footlights Dramatic Club of gewoon Footlights is een amateurtheaterclub in Cambridge (Verenigd Koninkrijk). Hij werd gesticht in 1883 en wordt geleid door studenten van de Universiteit van Cambridge. De thuisbasis is het ADC Theatre aan Park Street.  
De club werd belangrijker in de jaren zestig, toen comedy en satire in Engeland hoogtij vierden. Een succesvol stuk in die tijd was Smokers, dat bestond uit satirisch nieuws en sketches. De bekendste satirische sketch-show van de Footlights is waarschijnlijk The Cellar Tapes uit 1981, een van de jaarlijkse zogenoemde Cambridge Footlights Revues. Dit programma won de Perrier Comedy Award op de Edinburgh Fringe en werd in 1982 uitgezonden op de BBC. De spelers waren Hugh Laurie, Stephen Fry, Emma Thompson, Tony Slattery, Paul Shearer en Penny Dwyer.
Footlights geldt als een kweekvijver waaruit talloze talenten zijn voortgekomen die een grote rol spelen in de Britse toneel-, film- en televisiewereld en een sterke onderlinge band hebben. Niet iedereen stelde dat op prijs: Stephen Mangan, zelf een succesvol acteur die ook in Cambridge studeerde, vond de groep ongastvrij en "cliquey" en meldde zich niet aan.

## Bekende oud-Footlighters
- Douglas Adams
- Clive Anderson
- Simon Bird
- Tim Brooke-Taylor
- Graham Chapman
- Charles, prins van Wales
- John Cleese[3]
- Sacha Baron Cohen
- Olivia Colman
- Peter Cook
- Thurston Dart
- Hugh Dennis
- Penny Dwyer
- Julian Fellowes
- Michael Frayn
- David Frost
- Stephen Fry
- Germaine Greer
- Eric Idle
- Clive James
- Griff Rhys Jones
- Hugh Laurie
- John Lloyd
- Jonathan Lynn
- Miriam Margolyes
- Ben Miller[4]
- David Mitchell
- John Oliver
- Sue Perkins
- Salman Rushdie
- Peter Shaffer
- Charles Shaughnessy
- John Shrapnel
- Tony Slattery
- Ali Smith
- Michael Marshall Smith
- Emma Thompson
- Sandi Toksvig
- Nicola Walker
- Ian Wallace
- Robert Webb
- Rachel Weisz
- Sophie Winkleman